# Kleinstmoore bei Hornbek
Kleinstmoore bei Hornbek este o arie protejată (arie specială de conservare — SAC, sit de importanță comunitară — SCI) din Germania întinsă pe o suprafață de 20 ha, integral pe uscat.

## Localizare
Centrul sitului Kleinstmoore bei Hornbek este situat la coordonatele 53°32′46″N 10°38′00″E / 53.5461°N 10.6333°E.

## Înființare
Situl Kleinstmoore bei Hornbek a fost declarat sit de importanță comunitară în septembrie 2004 pentru a proteja 1 specie de animale. Situl a fost protejat și ca arie specială de conservare în ianuarie 2010.

## Biodiversitate
Situată în ecoregiunea continentală, aria protejată conține 3 habitate naturale: Mlaștini turboase de tranziție și turbării mișcătoare, Depresiuni pe substraturi de turbă de Rhynchosporion, Păduri acidofile de stejar bătrân cu Quercus robur pe câmpii nisipoase.
La baza desemnării sitului se află o specie protejată de  păsări: Grus grus grus